# Gündelhart-Hörhausen
Gündelhart-Hörhausen (fino al 1953 Gündelhart; toponimo tedesco) è stato un comune svizzero del Canton Turgovia, nel distretto di Steckborn.

## Storia
Istituito nel 1803 e formato dai villaggi di Gündelhart e Hörhausen, nel 1999 è stato accorpato al comune di Homburg assieme all'altro comune soppresso di Salen-Reutenen; dal 2011 fa parte del distretto di Frauenfeld.

## Società

### Evoluzione demografica
L'evoluzione demografica è riportata nella seguente tabella:
Abitanti censiti